# Chrysobothris adelpha
Chrysobothris adelpha es una especie de escarabajo del género Chrysobothris, familia Buprestidae. Fue descrita científicamente por Harold en 1869.
Los machos miden 7.6–12.9 mm, las hembras, 8.9–16.0 mm. Se encuentran en el sur de Estados Unidos. Las larvas se alimentan de Carya spp. (generalmente), también Prosopis, Amelanchier; los adultos se encuentran en robles, fresnos y arces.